# Pseudovolucella decipiens
Pseudovolucella decipiens är en tvåvingeart som först beskrevs av Herve-bazin 1914.  Pseudovolucella decipiens ingår i släktet Pseudovolucella och familjen blomflugor. Inga underarter finns listade i Catalogue of Life.